# Victoria Swarovski

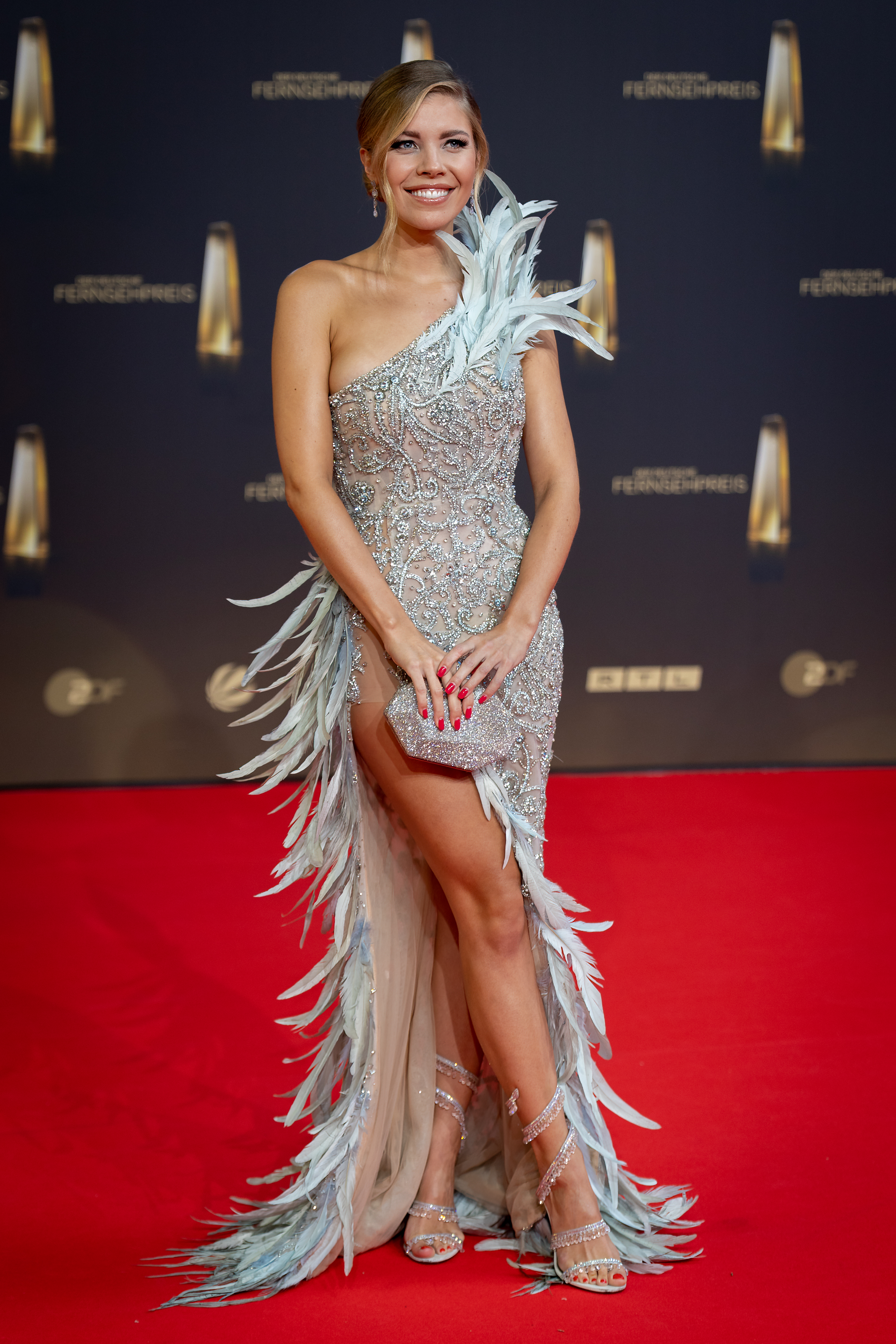
Victoria Swarovski (2022)

Victoria Swarovski (* 16. August 1993 in Innsbruck) ist eine österreichische Popsängerin und Fernsehmoderatorin.

## Leben und Karriere
Victoria Swarovski ist die Tochter von Alexandra und Paul Swarovski. Sie hat eine jüngere Schwester. Ihre Mutter ist Journalistin, ihr Vater arbeitet im familieneigenen Unternehmen. Seit der erneuten Heirat ihrer Mutter 2005 ist sie die Stieftochter des Gastronomen Michael „Mr. Big Mac“ Heinritzi.
2009 trat sie als Sängerin mit dem Lied Get Gone in der Fernsehshow von Mario Barth auf. Mit 17 Jahren unterschrieb sie einen Plattenvertrag bei Sony Music. Im November 2010 erschien dort mit One in a Million ihre Debütsingle. Für die deutsche Fassung des Spielfilms Die Chroniken von Narnia: Die Reise auf der Morgenröte sang sie den Titelsong There’s a Place for Us. Während sie in den ersten Jahren ihrer Karriere unter dem Namen Victoria S. auftrat, verwendet sie inzwischen ihren bürgerlichen Namen. 2014 veröffentlichte sie gemeinsam mit dem Rapper Prince Kay One das Lied Beautiful.
In der deutschen Tanzshow Let’s Dance hatte sie 2016 ihren ersten größeren Fernsehauftritt und siegte mit ihrem Tanzpartner Erich Klann in der neunten Staffel. Im Anschluss erhielt sie im September desselben Jahres einen Platz in der Jury der RTL-Castingshow Das Supertalent neben den langjährigen Juroren Dieter Bohlen und Bruce Darnell. Seit 2018 moderiert sie an der Seite von Daniel Hartwich die Tanzshow Let’s Dance. Sie löste Sylvie Meis als Co-Moderatorin ab – RTL griff damit ebenso wie bei Meis auf eine erfolgreiche frühere Kandidatin der Show zurück.  2020 moderierte Swarovski Das Supertalent ebenfalls gemeinsam mit Hartwich.
In der ZDF-Serie Das Traumschiff spielte sie 2021 in der Episode Malediven/Thaa Atoll eine Tanzlehrerin. Im selben Jahr gründete sie die vegane Kosmetiklinie Orimei.
Swarovski heiratete 2017 den Immobilienunternehmer Werner Mürz. Im Februar 2023 erfolgte die Trennung. Zu Ostern 2023 machte sie ihre Beziehung mit dem Red-Bull-Erben Mark Mateschitz öffentlich.

## Diskografie

### Singles
- 2010: One in a Million
- 2010: There’s a Place for Us
- 2011: Voyeur
- 2016: My Heart Is Your Heart

### Features
- 2014: Beautiful (feat. Prince Kay One)

## Filmografie
- 2021: Das Traumschiff: Malediven/Thaa Atoll
- 2022: Sing – Die Show deines Lebens (Synchronstimme)[13]

## Fernsehauftritte

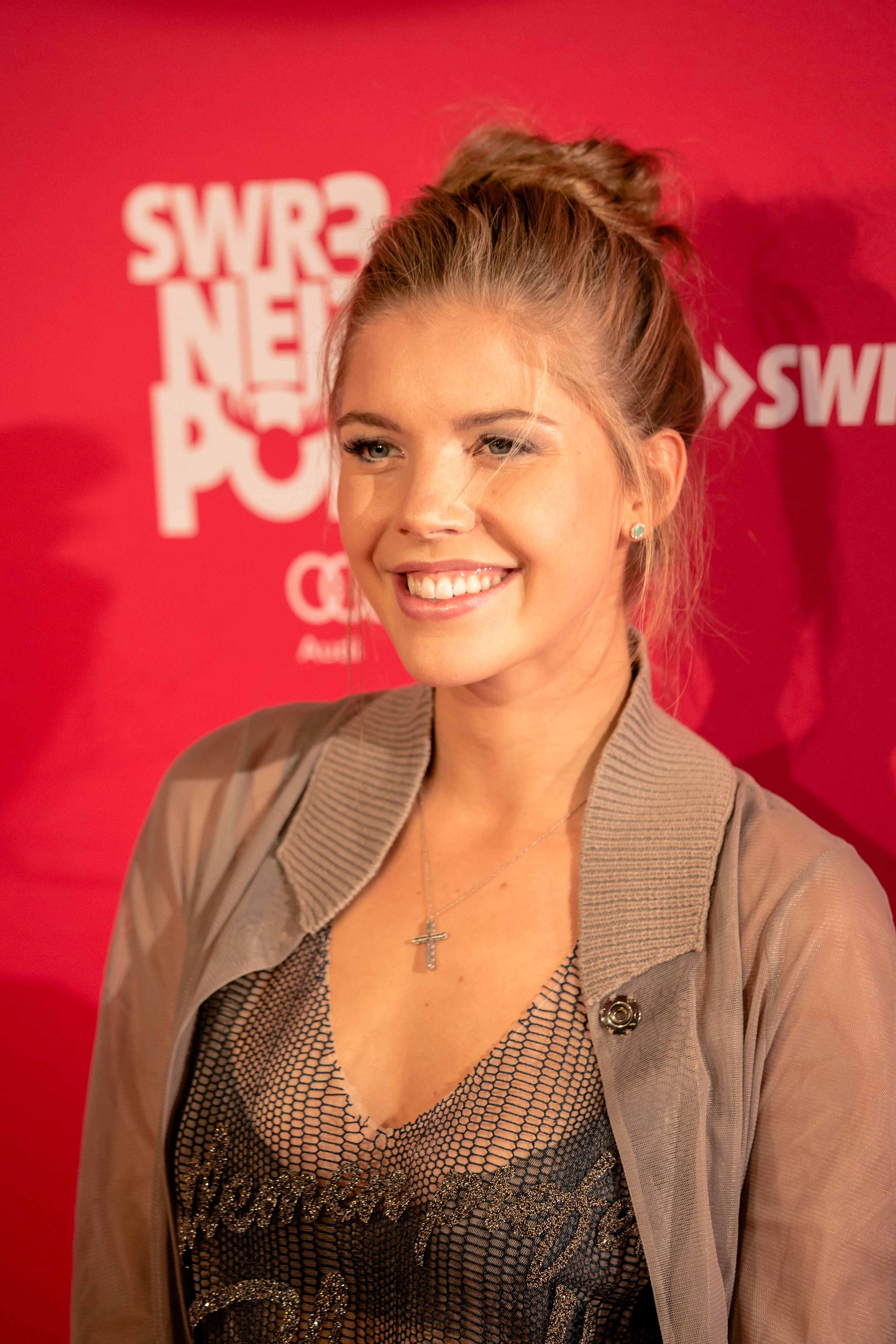
Victoria Swarovski beim SWR3 New Pop Festival 2017

### Moderation
- seit 2018: Let’s Dance (RTL)
- 2020, 2024–2025: Das Supertalent (RTL)
- seit 2024: 2 in Tirol – Heimat neu entdecken (ORF)[14]

### Jury
- 2016: Das Supertalent (RTL)

### Kandidatin
- 2016: Let’s Dance (RTL)
- seit 2019: Wer weiß denn sowas? (6 Folgen)
- 2023/2024: Denn sie wissen nicht, was passiert!